# Арно Турнан
Арно Турнан  (фр. Arnaud Tournant, 5 квітня 1978) — французький велогонщик, олімпійський чемпіон.

## Виступи на Олімпіадах
| Олімпіада   | Дисципліна       | Місце |
| ----------- | ---------------- | ----- |
| Сідней 2000 | гіт 1000 метрів  | 5     |
| Сідней 2000 | командний спринт | 1     |
| Афіни 2004  | гіт 1000 метрів  | 2     |
| Афіни 2004  | командний спринт | 3     |
| Пекін 2008  | кейрін           | 6     |
| Пекін 2008  | командний спринт | 2     |